# Kartushina Balka
Kartushina Balka (del ruso: Картушина Балка) es un jútor del raión de Kushchóvskaya del krai de Krasnodar, en Rusia. Está situado 7 km al norte de Kushchóvskaya y 183 km al norte de Krasnodar, la capital del krai. Tenía 63 habitantes en 2010
Pertenece al municipio Kushchóvskoye. 

## Transporte
Al este de la localidad pasa la carretera federal M4 Don.